# 稲城駅
稲城駅（いなぎえき）は、東京都稲城市東長沼にある、京王電鉄相模原線の駅である。京王相模原管区所属。駅番号はKO38。

## 歴史
多摩ニュータウン公共交通機関根幹となる京王相模原線建設で、同ニュータウン東側の都心寄り玄関口として開設された駅である。同線稲城市域通過ルートが地形の関係で鶴川街道に沿い、多摩ニュータウンの開発区域を外れているため、当駅開設場所もニュータウン指定区域にはない。新線建設に前後し、駅近傍に稲城市新庁舎が建設されたため、駅名を市内に既存していた南武線「稲城長沼」に対比し「稲城中央」とする案もあったが結果として「稲城」に決定した。
駅開設時、稲城市域のニュータウン開発が途上状況にあり、利用者も既存地区住民が中心であった。その後、1988年（昭和63年）に「ファインヒルいなぎ」と命名された向陽台の新住区でニュータウン街開きが始まり、以後急速な人口増加で駅利用が促進された。なお、向陽台へは駅から約1km先の丘陵地高台にあるため、バスによる連絡が常套手段となっている。

### 年表
- 1974年（昭和49年）10月18日：開設。通勤快速の停車駅となる。
- 1992年（平成4年）5月28日：快速の停車駅となる。
- 2006年（平成18年）7月7日：駅舎バリアフリー化、駅商業ビル（京王リトナード稲城）完成。
- 2015年（平成27年）4月1日：副駅名として「駒沢女子大学 最寄駅」を設定[1]。
- 2019年（令和元年）10月2日：列車接近メロディを東京ヴェルディのテーマ曲「Victory」とクラブソングの「With You」に変更[2]。

## 駅構造
丘陵地を土工で切通しにした地形部の半径600mの曲線箇所にある相対式ホーム2面2線を有する地上駅。橋上駅舎を備える。線路を挿んだ南北で地面までの高さが大きく異なっており、南口側では橋上駅舎のレベルがそのまま駅前広場・ロータリーの高さに等しく、反面北口側は階下に地面のレベルがあり、このためかつては両出口間の往来に階段を経由する必要があった。
しかし2006年（平成18年）7月7日、北口の高さと同じレベルに京王ストア、啓文堂書店などをテナントとする駅ビル（京王リトナード稲城）の出入口が完成し、これに合わせて駅舎とホームを連絡するエスカレータとエレベータが設置されるなど、駅のバリアフリー改良工事も実施された。
2019年（令和元年）10月2日から列車到着前に流れる接近メロディーを、1番線（下り）は東京ヴェルディのクラブソング「With You」に、2番線（上り）をテーマ曲「Victory」へそれぞれ変更している。

### のりば
| 番線 | 路線     | 方向 | 行先                                      |
| ---- | -------- | ---- | ----------------------------------------- |
| 1    | 相模原線 | 下り | 京王多摩センター・橋本方面                |
| 2    | 相模原線 | 上り | 調布・明大前・笹塚・新宿・ 都営新宿線方面 |

- ホームのほぼ全体がカーブに差し掛かっていることから、乗降の際には電車とホームとの間隔が大きく開いている箇所がある。

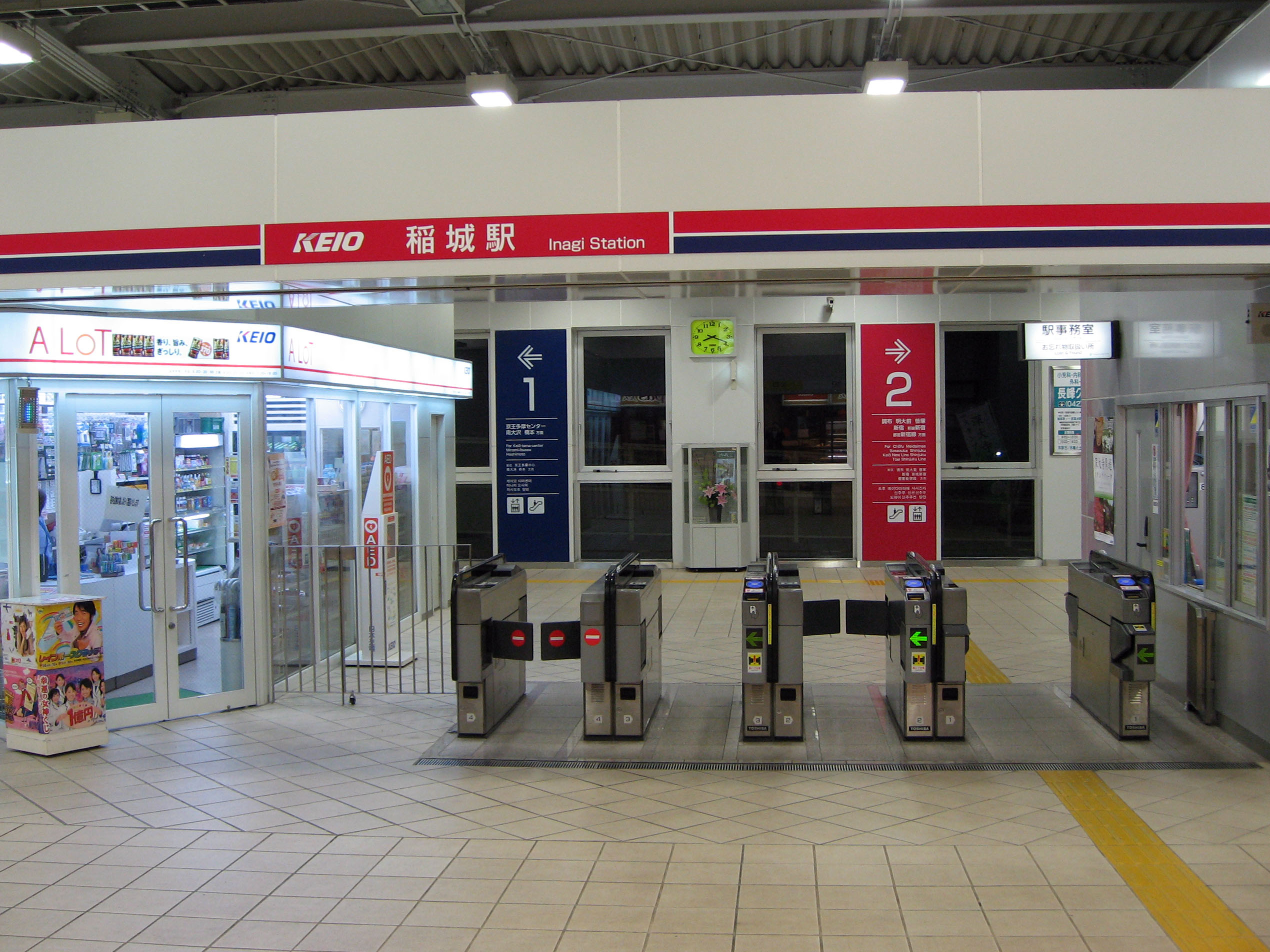
改札口（2008年10月）
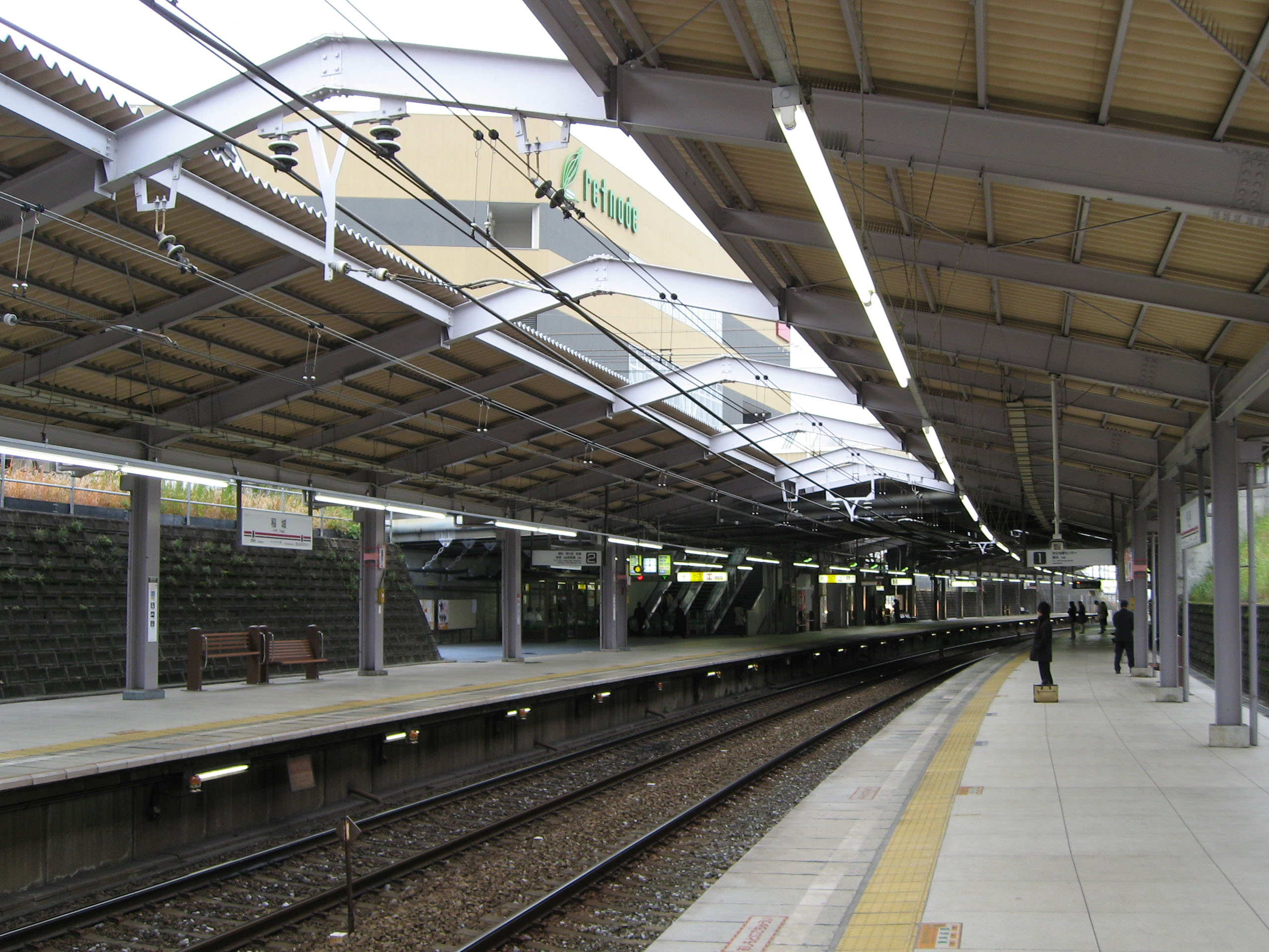
ホーム（2008年12月）
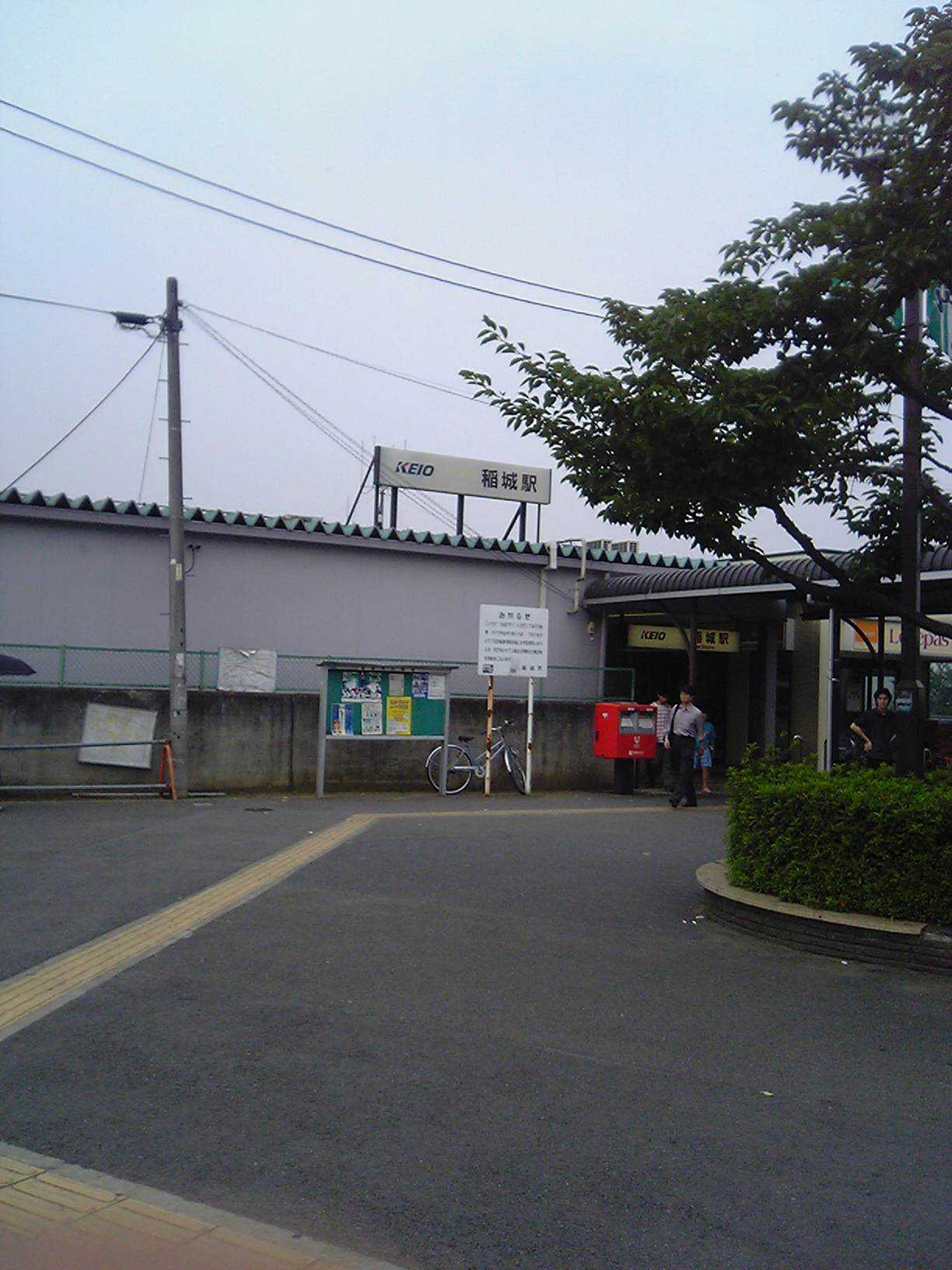
旧駅舎（2005年8月）

## 利用状況
2024年度（令和6年度）の1日平均乗降人員は19,257人である。稲城市による急行停車運動が行われているが、同じ稲城市内（正確には川崎市麻生区）の駅で若葉台駅の方が増加率・利用者共に多い。
近年の乗降・乗車人員の推移は以下の通り。
| 年度               | 1日平均 乗降人員 | 1日平均 乗車人員 | 出典     |
| ------------------ | ---------------- | ---------------- | -------- |
| 1974年（昭和49年） | 570              |                  |          |
| 1975年（昭和50年） | 1,572            |                  |          |
| 1980年（昭和55年） | 2,415            |                  |          |
| 1985年（昭和60年） | 3,534            |                  |          |
| 1990年（平成02年） | 10,711           | 5,288            | [ * 1 ]  |
| 1991年（平成03年） |                  | 5,760            | [ * 2 ]  |
| 1992年（平成04年） |                  | 5,575            | [ * 3 ]  |
| 1993年（平成05年） |                  | 7,241            | [ * 4 ]  |
| 1994年（平成06年） |                  | 7,742            | [ * 5 ]  |
| 1995年（平成07年） | 16,593           | 8,268            | [ * 6 ]  |
| 1996年（平成08年） |                  | 8,882            | [ * 7 ]  |
| 1997年（平成09年） |                  | 9,173            | [ * 8 ]  |
| 1998年（平成10年） |                  | 9,474            | [ * 9 ]  |
| 1999年（平成11年） |                  | 8,995            | [ * 10 ] |
| 2000年（平成12年） | 17,754           | 9,022            | [ * 11 ] |
| 2001年（平成13年） |                  | 9,030            | [ * 12 ] |
| 2002年（平成14年） |                  | 9,041            | [ * 13 ] |
| 2003年（平成15年） | 18,187           | 9,128            | [ * 14 ] |
| 2004年（平成16年） | 18,232           | 9,151            | [ * 15 ] |
| 2005年（平成17年） | 18,679           | 9,301            | [ * 16 ] |
| 2006年（平成18年） | 19,642           | 9,715            | [ * 17 ] |
| 2007年（平成19年） | 20,585           | 10,169           | [ * 18 ] |
| 2008年（平成20年） | 20,380           | 10,066           | [ * 19 ] |
| 2009年（平成21年） | 20,218           | 9,989            | [ * 20 ] |
| 2010年（平成22年） | 19,705           | 9,739            | [ * 21 ] |
| 2011年（平成23年） | 19,443           | 9,621            | [ * 22 ] |
| 2012年（平成24年） | 19,758           | 9,732            | [ * 23 ] |
| 2013年（平成25年） | 20,127           | 9,956            | [ * 24 ] |
| 2014年（平成26年） | 20,071           | 9,918            | [ * 25 ] |
| 2015年（平成27年） | 20,333           | 10,030           | [ * 26 ] |
| 2016年（平成28年） | 20,956           | 10,362           | [ * 27 ] |
| 2017年（平成29年） | 21,346           | 10,540           | [ * 28 ] |
| 2018年（平成30年） | 21,596           | 10,690           | [ * 29 ] |
| 2019年（令和元年） | 21,522           | 10,639           | [ * 30 ] |
| 2020年（令和02年） | 14,994           | 7,433            | [ * 31 ] |
| 2021年（令和03年） | 16,631           | 8,320            | [ * 32 ] |
| 2022年（令和04年） | 18,320           |                  |          |
| 2023年（令和05年） | 19,086           |                  |          |
| 2024年（令和06年） | 19,257           |                  |          |

## 駅周辺
多摩ニュータウンにおける「ファインヒルいなぎ」向陽台地区の最寄駅としているが、駅所在地はニュータウン区域外に位置している。開設当初は、稲城市域ニュータウン居住区に対する入居が始まっていなかったため、同市既存住宅地域からの駅利用に留まっていた。そのため駅前も暫く未開発で、店舗等の住民サービス施設も皆無の状態であったが、1989年（平成元年）、駒沢学園転入で幾分は解決された。「ファインヒルいなぎ」を筆頭に稲城市役所庁舎等への最寄駅として機能しているが、JTB時刻表によれば稲城市の中心駅は当駅ではなく、稲城長沼駅である。
駅周辺の多摩ニュータウン開発は一部区域を残し完了しているが、現在、京王よみうりランド駅寄り線路南側の丘陵地一帯が「スカイテラス南山」として大規模に開発されている。
- 京王リトナード稲城（スーパーマーケット・薬局・飲食店等）
- 駅南側の駅前広場に路線バスターミナル・タクシー乗り場がある。
- 稲城駅前郵便局
- 稲城市役所：徒歩約10分。
- 稲城市中央文化センター
- 稲城市福祉センター
- 稲城市保健センター
- みずほ銀行 稲城中央支店
- 東日本旅客鉄道（JR東日本）南武線稲城長沼駅が北側へ1km程の所にある。
- JR武蔵野線（貨物線）が駅西側でオーバークロスしている。
- トヨタ西東京カローラ 稲城店
- 日産プリンス西東京 稲城店
- ヤオコー 稲城南山店
- TOKYO GIANTS TOWN：徒歩約15分

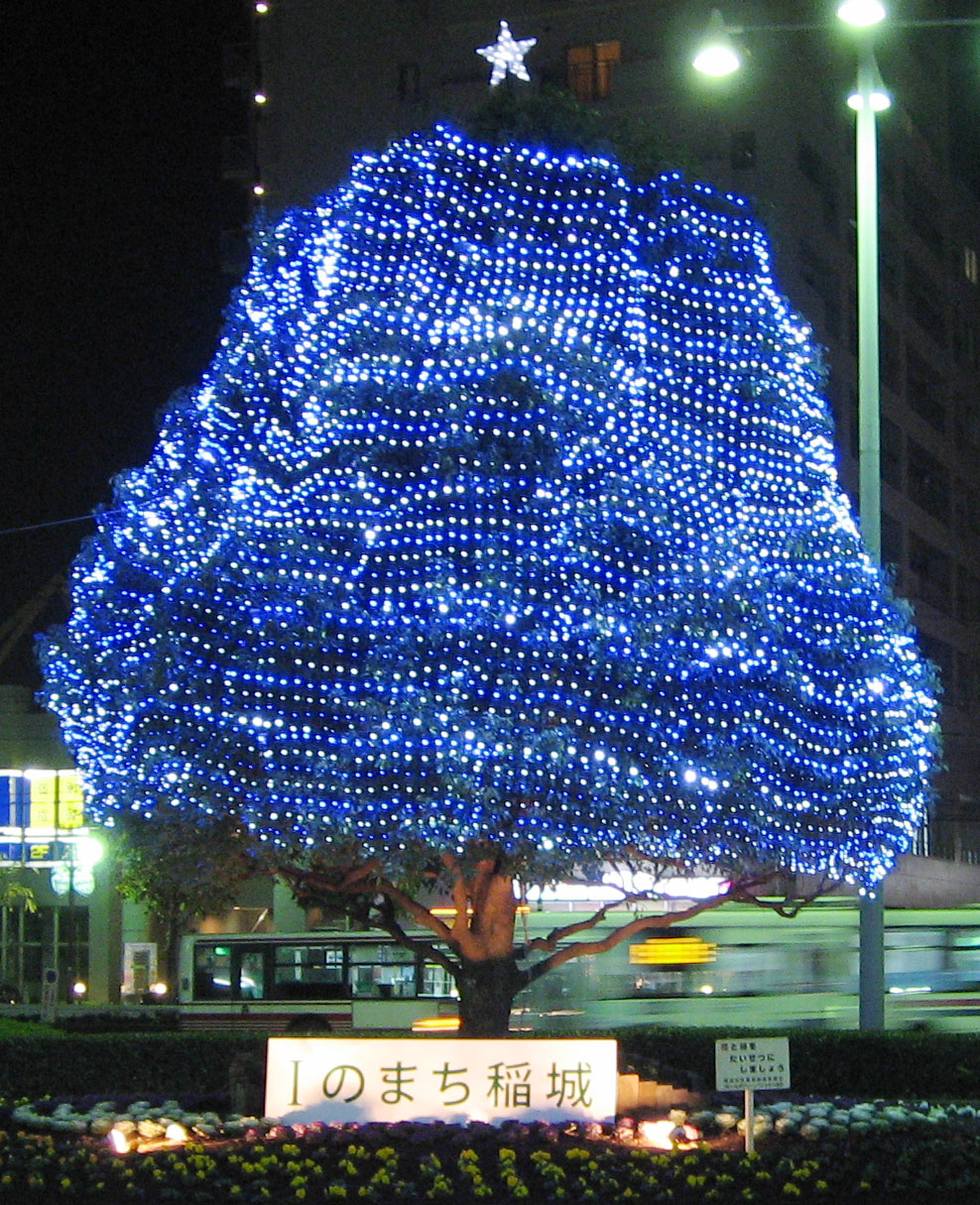
毎年ライトアップされる南口ロータリー内のクスノキ（2008年12月）
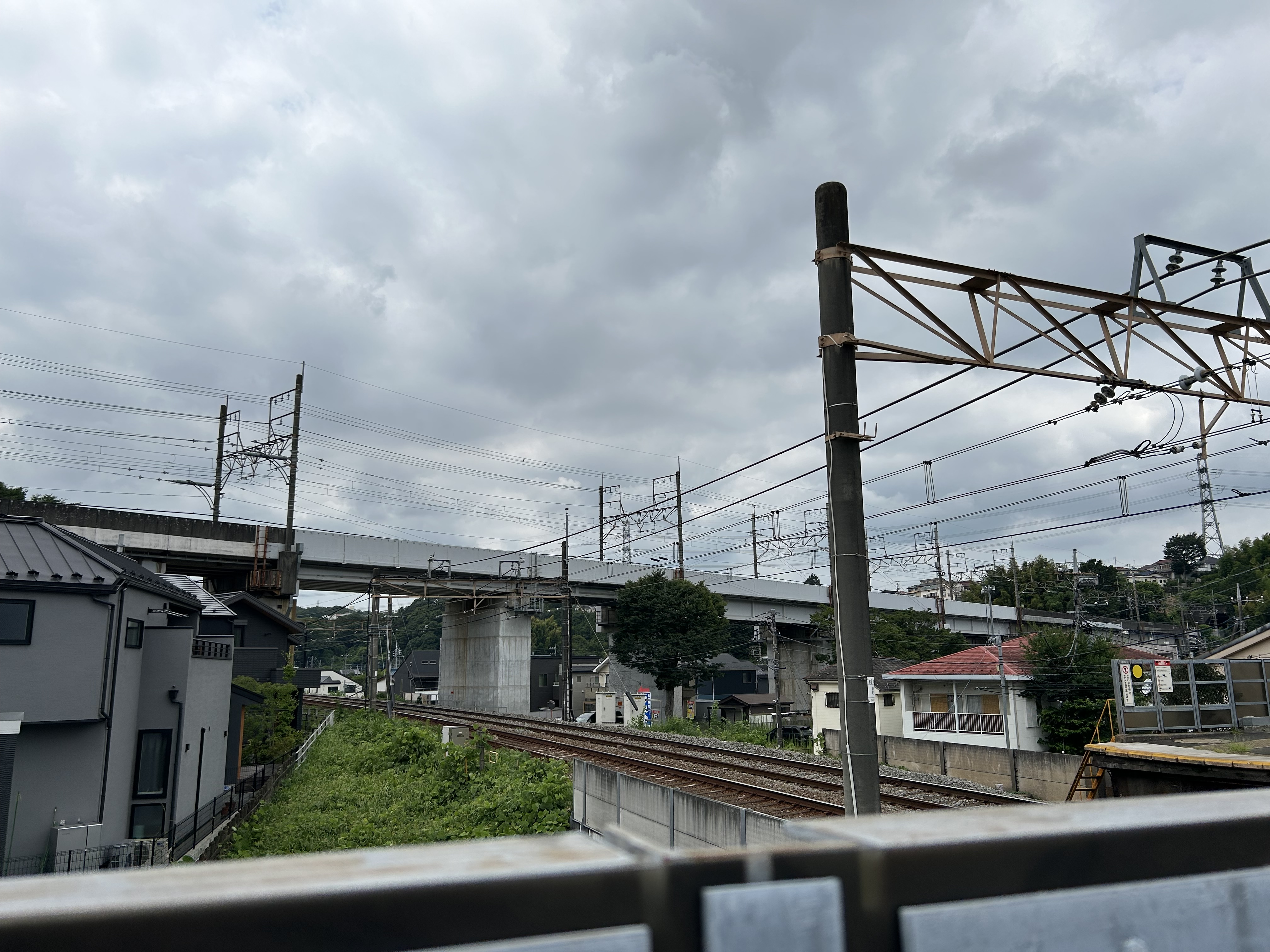
当駅の西方でオーバークロスしている武蔵野貨物線（2024年8月）

## バス路線
南口ロータリーからは小田急バスと京王バス路線の他、稲城市コミュニティバス「iバス」、羽田空港行および成田空港行リムジンバスも発着する。なお、2025年4月に改修がなされ、のりばの位置の変更がされた。
| 乗場 | 系統      | 主要経由地                         | 行先                               | 運行事業者         |
| ---- | --------- | ---------------------------------- | ---------------------------------- | ------------------ |
| 1番  | 新05 稲02 | 駒沢学園・平尾団地                 | 新百合ヶ丘駅                       | ■小田急            |
| 1番  | 稲02      | 平尾団地                           | 新百合ヶ丘駅                       | ■小田急            |
| 1番  | 稲03      |                                    | 駒沢学園                           | ■小田急            |
| 1番  | 柿24      | 駒沢学園                           | 柿生駅北口                         | ■小田急            |
| 1番  | 読06      | よみうりランド・読売ランド前駅     | 寺尾台団地                         | ■小田急            |
| 2番  | iバス     | Aコース、Bコース、Dコース、Eコース | Aコース、Bコース、Dコース、Eコース | ■小田急            |
| 3番  | 空港      |                                    | 羽田空港                           | ■京王 東京空港交通 |
| 3番  | 空港      |                                    | 成田空港                           | ■京王 東京空港交通 |
| 3番  | 稲22      | 稲城市立病院                       | 聖蹟桜ヶ丘駅                       | ■京王              |
| 3番  | 新05      |                                    | 稲城市立病院                       | ■小田急            |
| 3番  | 稲11      | 向陽台                             | 長峰                               | ■小田急            |
| 3番  | 稲12      | 向陽台・長峰                       | 若葉台駅                           | ■小田急 ■京王      |

## 今後の計画
- 稲城市長（当時）の石川良一は、2007年（平成19年）4月24日の5期目の市長就任式に合わせ20のマニフェストを発表した。その中で石川は「京王線稲城駅に急行を停車させ、増便と乗換がスムーズとなるよう強く要請し実現させる」としている[4]。
- 京王相模原線急行は若葉台駅を含む[注釈 2]稲城市内3駅を全て通過している。なお、要請時の当駅の乗降人員は相模原線の急行通過駅では京王堀之内駅（26,935人・2006年）に次ぐ第二位（19,642人・2006年）であった。
- 西隣の若葉台駅との距離は3.3kmで、線路名称上では[注釈 3] 京王電鉄で駅間距離が最も長い区間である。この駅間付近にはここ二十数年間に、新興住宅地「長峰・社の一番街 - 五番街」の他に、平成初期駒沢学園女子中学校・高等学校も移転してきたことから、利便性を考慮して坂浜新駅（仮称）を設置する構想がある[5]。

## 隣の駅
京王電鉄
 相模原線
■特急・■急行
通過
■区間急行・■快速・■各駅停車
京王よみうりランド駅 (KO37) - 稲城駅 (KO38) - 若葉台駅 (KO39)